# Thermotoga
Genre
Thermotoga est un genre de bactéries extrémophiles thermophiles à Gram négatif de la famille des Thermotogaceae. Son nom, formé sur le grec thermê (θέρμη,-ης : chaleur) et sur le latin toga (toge), fait référence à leur caractère thermophile et à la gaine qui entoure ces bactéries.
Ce sont des bactéries anaérobies et hétérotrophes. La cellule est en forme de bâtonnet entouré d'une membrane cellulaire externe (la « toga » ou toge). Les enzymes de Thermotoga sont connues pour être actives à des températures élevées et ont des applications biotechnologiques[Lesquelles ?].
Thermotoga maritima vit dans des conditions anaérobies dans des sédiments marins près des cheminées géothermales au large de l'Italie (Vulcano). Elle peut se développer jusqu'à 90 °C. Son génome est entièrement séquencé. Ce génome illustre l'importance des transferts horizontaux de gènes dans l'évolution des bactéries : environ 20 % des gènes de Thermotoga proviennent des archées.

## Liste d'espèces
Selon la LPSN (2 décembre 2022) :
- Thermotoga caldifontis Mori et al. 2014
- Thermotoga maritima Stetter & Huber 1986 – espèce type
- Thermotoga neapolitana Jannasch et al. 1989
- Thermotoga petrophila Takahata et al. 2001
- Thermotoga profunda Mori et al. 2014

L'espèce Thermotoga naphthophila a été reclassée en Thermotoga profunda.
Les espèces suivantes ont été reclassées dans le genre Pseudothermotoga :
- Thermotoga elfii : reclassée en P. elfii (Ravot et al. 1995) Bhandari & Gupta 2014
- Thermotoga hypogea : reclassée en P. hypogea  (Fardeau et al. 1997) Bhandari & Gupta 2017
- Thermotoga lettingae : reclassée en P. lettingae  (Balk et al. 2002) Bhandari & Gupta 2014
- Thermotoga subterranea : reclassée en P. subterranea (Jeanthon et al. 2000) Bhandari & Gupta 2014
- Thermotoga thermarum : reclassée en P. thermarum  (Windberger et al. 1992) Bhandari & Gupta 2014